# 巴顿溪
巴顿溪（英語：Button Creek）是紐約州麥迪遜郡的一條河流。它在伦纳兹维尔南方流入尤納迪拉河。巴顿瀑布位於河口上游約1英里（1.6）處。